# Warpdrive
Warpdrive är en webbplats som fungerar som en anslagstavla för citat, främst från konversationer via IRC. Sidan är mer eller mindre en svensk version av bash.org.

## Uppkomst
Warpdrive uppkom i februari 2004 då den ersatte en personlig blogg skriven av pseudonymen "sphr", då körandes på en gammal Fujitsu Laptop 440 L-series. Sidan skapades med en layout som var snarlik bash.org och spann vidare på samma tema i svenskt utförande.
Konversationer med bash-administratorer fördes för att på ett sätt komma underfund med hur spam och moderering skulle kunna undvikas. Detta medförde att Warpdrive valde att köra på förmodererat innehåll, där användarna skickar in sina bidrag och förhoppningsvis får dom godkända. Sedan starten har Warpdrive inte förändrats märkbart, förutom små steg ifrån en helt ASCII-baserad layout in i en mer grafisk sådan med bilder och har nyligen hoppat på Web 2.0-tåget.

## Hört om Warpdrive
Warpdrive har listats som privat blogg på Bloggportalen sedan början av 2007 och har då ofta sets på Topp 10-listan över privata bloggar. Sajten Ekonominyheterna, under ägarskap av TV4, har publicerat en rapport där Warpdrive under drömscenarion förväntas kunna omsätta 2,5 miljoner kronor per år i reklamintäkter.